# Перат
Перат (на старогръцки: Πέρατος, Peratos; на латински: Peratus) в гръцката митология е цар на Сикион през 18 век пр.н.е.
Той е син на Посейдон и на Калхиния, дъщерята на Левкип. Той е възпитаван от Левкип, царят на Сикион и става също цар. Перат е баща на Племней, който поема управлението в Сикион след неговата смърт.
Според Евсевий Кесарийски, който го нарича Ерат (Eratos) или Ераст (Erastos), той управлява 46 години.